# Ellen Kent Hughes

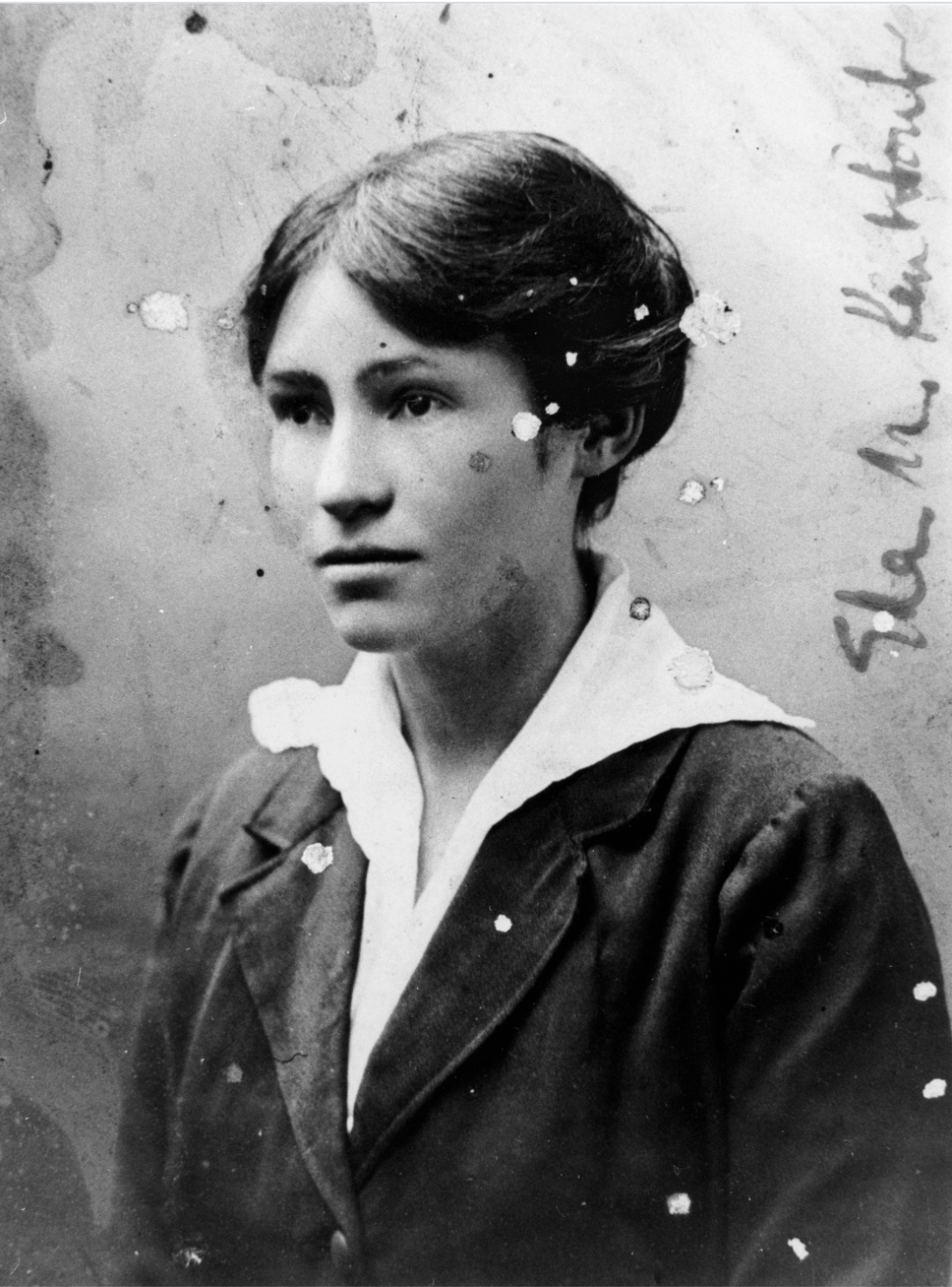
Ellen Kent Hughes

Ellen Mary Kent Hughes, MBE (* 29. August 1893 in Fitzroy, Victoria, Australien; † 16. Mai 1979 in Armidale, New South Wales, Australien) war eine australische Ärztin und Stadträtin. Sie wurde Queenslands erste weibliche Stadträtin, als sie 1923 in den Rat von Kingaroy gewählt wurde.

## Leben und Werk
Hughes war das älteste von sieben Kindern der Krankenschwester Clementina Rankin und des Chirurgen Wilfred Kent Hughes. Sie besuchte die Ruyton Girls’ School in Kew und studierte ab 1913 an der Universität Melbourne, wo sie 1917 ihren Bachelor of Medicine, Bachelor of Surgery-Abschluss erhielt. 1917 heiratete sie den medizinischen Assistenten am Kinderkrankenhaus in Melbourne, Paul René Loubet aus Frankreich, der drei Monate nach ihrer Heirat starb.
Nach der Geburt ihres Sohnes arbeitete sie 1918 als Assistenzärztin am Hospital for Sick Children in Brisbane. Ein Jahr später war sie in Mitchell (Queensland) während der Grippeepidemie tätig. 1920 heiratete sie Garde Wilson, mit dem sie vier Kinder bekam. Die Familie zog nach Kingaroy und sie wurde dort 1923 in den Shire Council gewählt.
1928 zog sie mit ihrer Familie nach Armidale, wo sie mit Roger Mallam eine Arztpraxis eröffnete und ihre aktive Gemeindearbeit fortsetzte. Sie arbeitete ehrenamtlich als Regierungsärztin, als Friedensrichterin und 40 Jahre lang als Kinderärztin am Armidale and New England Hospital. Von 1937 bis 1968 war sie im Stadtrat von Armidale tätig und von 1963 bis 1964 war sie dort stellvertretende Bürgermeisterin.
Hughes zog sich 1977 von der Arbeit zurück und starb im Alter von 85 Jahren in Armidale.

## Veröffentlichungen
- 1919: Observations on Congenital Syphilis. Medical Journal of Australia.
- 1967: The Role of the Private Practitioner in Preventive Medicine. Medical Journal of Australia.

## Ehrungen
- 1968 wurde sie für gemeinnützige Dienste und insbesondere ihre Dienste für Aborigine-Kinder zum Mitglied des Order of the British Empire ernannt.[5]
- 1971 wurde sie Fellow des Royal College of General Practitioners.
- 1975 erhielt sie die Freiheit der Stadt Armidale.
- 2016 wurde von den South Burnett Women das Dr Ellen Mary Kent Hughes Memorial Scholarship eingerichtet.[6]
- Der Platz vor den South Burnett Regional Council Chambers in der Glendon Street, Kingaroy, ist nach ihr benannt.